# Jardin Émile-Gallé
Jardin Émile-Gallé är en park i Quartier Sainte-Marguerite i Paris elfte arrondissement. Parken är uppkallad efter den franske glaskonstnären Émile Gallé (1846–1904). Parken, som invigdes år 1986, har ingångar vid Rue Neuve-des-Boulets och Cité Beauharnais.

## Bilder
| - Jardin Émile-Gallé. - Jardin Émile-Gallé. |

## Omgivningar
- Saint-Jean-Bosco
- Jardin Damia
- Allée Neus-Català
- Passage du Bureau

## Kommunikationer
- Tunnelbana – linje  – Rue des Boulets
- Busshållplats Charonne – Philippe Auguste – Paris bussnät, linje 71

### Webbkällor
- ”Jardin Émile-Gallé” (på franska). Paris.fr. Arkiverad från originalet den 11 oktober 2022. https://archive.ph/c6RBm. Läst 11 oktober 2022.
- ”Jardin Émile-Gallé (11ème arrondissement)”. Les rues de Paris. https://web.archive.org/web/20180309211234/http://www.parisrues.com/rues11/paris-11-jardin-emile-galle.html. Läst 11 oktober 2022.